# Hyponephele centralis
Hyponephele centralis är en fjärilsart som beskrevs av Riley 1921. Hyponephele centralis ingår i släktet Hyponephele och familjen praktfjärilar. Inga underarter finns listade i Catalogue of Life.